# Scapteriscus costaricensis
Scapteriscus costaricensis är en insektsart som beskrevs av Nickle 2003. Scapteriscus costaricensis ingår i släktet Scapteriscus och familjen mullvadssyrsor. Inga underarter finns listade i Catalogue of Life.